# 이름에 지소사가 붙은 생물
아래는 이름에 지소사가 붙은 생물이다. 생물 이름에 붙는 지소사로는 '난쟁이-', '애기-', '어리-', '졸-', '좀-' 등이 있다.
애기똥풀처럼 진짜 아기를 뜻하는 이름 등은 아래 목록에 넣지 않았다.

## 동물
- 개미핥기 - 애기개미핥기
- 나방 - 애기나방 - 좀나방
- 늑대거미 - 좀늑대거미
- 대양조개 - 애기대양조개
- 도요 - 좀도요
- 벌 - 좀벌
- 벌레문치 - 애기벌레문치
- 붉은쥐 - 애기붉은쥐
- 비단게 - 애기비단게
- 비단나방 - 애기비단나방
- 주머니쥐 - 애기주머니쥐
- 털다리게 - 애기털다리게
- 파리 - 좀파리
- 하마 - 난쟁이하마 - 애기하마

## 식물
- 가래 - 애기가래
- 가지풀 - 좀가지풀
- 갈매나무 - 졸갈매나무
- 갈참나무 - 졸갈참
- 감둥사초 - 애기감둥사초
- 감탕나무 - 좀감탕나무
- 개구리밥 - 좀개구리밥
- 개미취 - 좀개미취
- 개수염 - 좀개수염
- 거머리말 - 애기거머리말
- 고광나무 - 애기고광나무
- 고들빼기 - 좀고들빼기
- 고사리 - 좀고사리 - 애기좀고사리
- 고양나무 - 좀고양나무
- 고추나물 - 애기고추나물 - 좀고추나물
- 골담초 - 좀골담초
- 골무꽃 - 애기골무꽃 - 좀골무꽃
- 괭이눈 - 애기괭이눈
- 괭이밥 - 애기괭이밥
- 괭이사초 - 좀괭이사초
- 괭이수염 - 좀괭이수염
- 국화 - 애기국화
- 굴거리나무 - 좀굴거리나무
- 금강제비꽃 - 애기금강제비꽃
- 금계국 - 애기금계국
- 금매화 - 애기금매화
- 금어초 - 애기금어초
- 기린초 - 애기기린초
- 꽝꽝나무 - 좀꽝꽝나무
- 꿩의다리 - 좀꿩의다리
- 꿩의밥 - 좀꿩의밥
- 나도바랭이새 - 애기나도바랭이새
- 나리 - 애기나리
- 나비나물 - 애기나비나물
- 나팔꽃 - 애기나팔꽃 - 좀나팔꽃
- 낚시제비꽃 - 애기낚시제비꽃
- 냉이 - 애기냉이
- 네모골 - 좀네모골
- 노루발 - 애기노루발
- 다시마 - 애기다시마
- 달래 - 애기달래
- 달맞이꽃 - 애기달맞이꽃
- 닭의장풀 - 애기닭의장풀 - 좀닭의장풀
- 담배풀 - 애기담배풀 - 좀담배풀
- 댕강나무 - 좀댕강나무
- 도깨비사초 - 좀도깨비사초
- 도둑놈의갈고리 - 애기도둑놈의갈고리
- 도라지 - 애기도라지
- 돌가사리 - 애기돌가사리
- 동백 - 애기동백
- 두릅나무 - 애기두릅나무
- 등나무 - 애기등
- 딸기 - 좀딸기
- 땅빈대 - 애기땅빈대
- 마름 - 애기마름
- 말발도리 - 애기말발도리
- 맥문동 - 좀맥문동
- 머귀나무 - 좀머귀나무
- 메꽃 - 애기메꽃
- 며느리밥풀 - 애기며느리밥풀
- 명아주 - 좀명아주
- 무궁화 - 애기무궁화
- 무엽란 - 애기무엽란
- 물꽈리아재비 - 애기물꽈리아재비
- 물매화 - 애기물매화
- 미역고사리 - 좀미역고사리
- 민들레 - 좀민들레
- 바늘꽃 - 좀바늘꽃
- 바늘사초 - 애기바늘사초
- 바위솔 - 애기바위솔
- 백산차 - 좀백산차
- 벚나무 - 좀벚나무
- 병풍 - 어리병풍
- 보리사초 - 좀보리사초
- 복수초 - 애기복수초
- 부들 - 애기부들 - 좀부들
- 부처꽃 - 좀부처꽃
- 비녀골풀 - 애기비녀골풀
- 비비추 - 좀비비추
- 비자나무 - 좀비자나무
- 사방오리 - 좀사방오리
- 사철란 - 애기사철란
- 사초 - 애기사초
- 산초나무 - 좀산초나무
- 솔나물 - 애기솔나물
- 송이풀 - 애기송이풀
- 수영 - 애기수영
- 쉽싸리 - 애기쉽싸리
- 싱아 - 애기싱아
- 싸리 - 좀싸리
- 쐐기풀 - 애기쐐기풀
- 씀바귀 - 좀씀바귀
- 앉은부채 - 애기앉은부채
- 양지꽃 - 좀양지꽃
- 연꽃 - 어리연꽃 - 좀어리연꽃
- 염주말 - 애기염주말
- 염주사초 - 애기염주사초
- 우산나물 - 애기우산나물
- 원추리 - 애기원추리
- 월귤 - 애기월귤
- 자작나무 - 좀자작나무
- 작살나무 - 좀작살나무
- 장구채 - 애기장구채
- 장대 - 애기장대
- 제비난초 - 애기제비란
- 조개풀 - 좀조개풀
- 조팝나무 - 좀조팝나무
- 좁쌀풀 - 애기좁쌀풀
- 중의무릇 - 애기중의무릇
- 쥐손이풀 - 좀쥐손이
- 쥐오줌풀 - 좀쥐오줌풀
- 진고사리 - 좀진고사리
- 찔레꽃 - 좀찔레
- 참꽃나무 - 좀참꽃
- 참나무 - 졸참나무
- 참빗살나무 - 좀참빗살나무
- 천일사초 - 애기천일사초
- 탑꽃 - 애기탑꽃
- 통발 - 애기통발
- 향유 - 애기향유 - 좀향유
- 현호색 - 좀현호색
- 화살나무 - 좀화살나무
- 황새풀 - 애기황새풀
- 회양목 - 좀회양목
- 흰사초 - 애기흰사초

## 균류
- 꼬막버섯 - 애기꼬막버섯
- 꾀꼬리버섯 - 애기꾀꼬리버섯
- 난버섯 - 애기난버섯
- 말똥먹물버섯 - 애기말똥먹물버섯
- 목이버섯 - 좀목이버섯
- 무당버섯 - 애기무당버섯
- 벌집버섯 - 좀벌집버섯
- 볏짚버섯 - 애기볏짚버섯
- 송이 - 어리송이버섯
- 우단버섯 - 좀우단버섯
- 젖버섯 - 애기젖버섯
- 콩나물버섯 - 좀콩나물버섯
- 흰땀버섯 - 애기흰땀버섯
- 흰무당버섯 - 좀흰무당버섯

## 같이 보기
- 이름에 개-, 나도-, 너도-, -사촌 등이 붙은 생물